# Augusto Matte Pérez

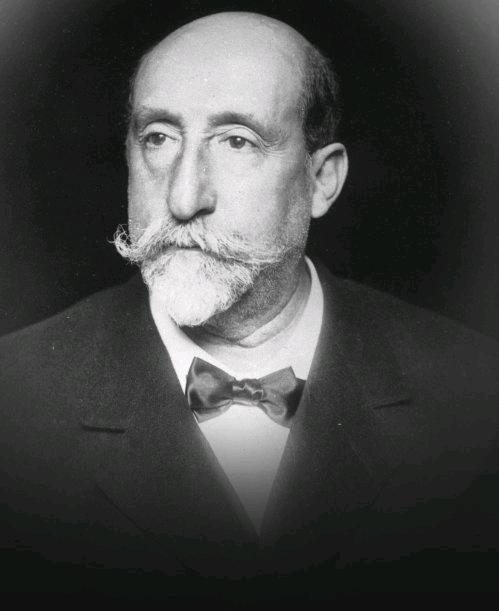
Augusto Matte

Augusto Matte Pérez (* 1843 in Santiago de Chile; † 25. Februar 1913 in Berlin) war ein chilenischer Politiker der Partido Liberal und Diplomat, der unter anderem zwischen 1877 und 1878 sowie erneut von 1879 bis 1880 Finanzminister sowie 1888 kurzzeitig Außenminister war.

## Leben

### Familiäre Herkunft, Abgeordneter und Finanzminister
Augusto Matte stammte aus der einflussreichen Industriellen- und Politikerfamilie Matte und war einer von sechzehn Kindern von Domingo Matte Messía, der 1846 bis 1849 sowie 1852 bis 1858 Mitglied der Abgeordnetenkammer war, 1855 in Valparaíso die Bank Banco Matte y Cía. eröffnete sowie zwischen 1873 und 1882 auch Senator war. Zu seinen Brüdern gehörten unter anderem Eduardo Matte Pérez, der 1889 ebenfalls Außenminister sowie 1892 Innenminister war, Claudio Matte Pérez, der 1895 das Amt des Außenministers bekleidete, sowie Ricardo Matte Pérez, der 1903 Innenminister und von 1911 bis 1912 Präsident des Senats war.
Er selbst absolvierte zunächst ein Studium der Geisteswissenschaften am Instituto Nacional, Literario, Civil y Eclesiástico del Estado de Chile sowie anschließend ein Studium der Rechtswissenschaften an der Universidad de Chile, das er 1872 mit der Zulassung als Rechtsanwalt abschloss. Nach einer anschließenden einjährigen Reise durch Europa und Amerika trat er 1873 in die Bank seiner Familie ein. Am 27. Oktober 1877 wurde er von Präsident Aníbal Pinto Garmendia als Nachfolger von Rafael Sotomayor zum Finanzminister (Ministro de hacienda) in dessen Kabinett berufen und bekleidete dieses Amt bis zu seiner Ablösung durch Julio Zegers Samaniego am 5. August 1878. 1879 wurde er als Kandidat der Partido Liberal zum Mitglied der Abgeordnetenkammer (Cámara de Diputados) gewählt und gehörte dieser bis 1888 an. Am 17. April 1879 löste er wiederum Zegers als Finanzminister ab und bekleidete dieses Amt nunmehr bis zu seiner Ablösung durch José Alfonso Cavada am 16. Juni 1880. Seine Amtszeit war von einer ernsthaften Wirtschaftskrise, der er mit einem Dekret zur Inkonvertibilität begegnete.

### Senator, Außenminister und Gesandter
Während des Salpeterkrieges gründete Matte ein Krankenhaus zur Behandlung der Verwundeten. Er wurde 1884 zum Präsidenten der Gesellschaft für die Grundschulbildung (Sociedad de instrucción Primaria) gewählt und gehörte auch zu den Mitgründern der Zeitung La Libertad Electoral. 1888 wurde er zum Mitglied des Senats (Senado) gewählt und vertrat in diesem bis 1894 die Interessen der Región de Valparaíso. Nach dem Tod von Miguel Luis Amunátegui bekleidete er vom 5. Februar bis zum 13. April 1888 im Kabinett von Präsident José Manuel Balmaceda vorübergehend das Amt des Außenministers, Minister für Kulte und Kolonisierung (Ministro de Relaciones Exteriores, Culto y Colonización). 1890 ging er erneut nach Europa, um von dort aus die Revolution gegen Präsident Balmaceda anzuführen. Nach dem Selbstmord Balmacedas am 18. September 1891 wurde er von dessen Nachfolger Jorge Montt Álvarez 1891 zum Gesandten in Frankreich ernannt und bekleidete diesen Posten bis 1896. Zugleich war er von 1892 bis 1896 als Gesandter im Vereinigten Königreich sowie ferner zwischen 1893 und 1896 als Gesandter in der Schweiz akkreditiert. Des Weiteren war er von 1895 bis 1897 Gesandter beim Heiligen Stuhl.
Zuletzt wurde Matte Pérez 1905 Gesandter im Deutschen Kaiserreich und bekleidete diesen diplomatischen Posten bis zu seinem Tode 1913. Zugleich war er zwischen 1909 und seinem Tode 1913 auch als Gesandter im Russischen Kaiserreich akkreditiert. Er war der Vater der Bildhauerin Rebeca Matte Bello.